# Guillaume De Greef
Guillaume De Greef, född 1842, död 1924, var en belgisk sociolog. Han var bror till Arthur De Greef.
Greef företrädde en av utvecklingsläran och särskilt Herbert Spencer påverkad biologisk samhällsuppfattning. Hans huvudarbete är Le transformisme social. Essai sur le progrès et le regrès des sociétés.